# جون دبليو. كارلن
جون دبليو. كارلن هو أمين الأرشيف وأستاذ جامعي وسياسي أمريكي، ولد في 3 أغسطس 1940 في سالينا في الولايات المتحدة. نشط حزبياً في الحزب الديمقراطي.

## مناصب
- انتخب عضو مجلس نواب كنساس ‏.
- انتخب Archivist of the United States [الإنجليزية]‏ (30 مايو 1995 – 15 فبراير 2005).
- انتخب جمعية المحافظين الوطنية [الإنجليزية]‏.
- انتخب حاكم كانساس [الإنجليزية]‏ (8 يناير 1979 – 12 يناير 1987).